# Avispa Fukuoka
L'Avispa Fukuoka (アビスパ福岡?, Abisupa Fukuoka) è una società calcistica giapponese con sede nella città di Fukuoka. Milita nella J1 League, massima divisione del campionato giapponese. "Avispa" significa "vespa" in spagnolo.

## Storia

### Fujieda
Il club fu fondato con la denominazione Chūō Bōhan F.C. nel 1982 dai dipendenti dell'azienda Chuo Bohan a Fujieda, nella prefettura di Shizuoka. 
Tra il 1991 e il 1993 conseguì una doppia promozione, conquistando la massima divisione nipponica. Per ottenere l'ammissione in J.League, i dirigenti del team optarono per variarne la denominazione in Chūō Bōhan F.C. Fujieda Blux, ma furono costretti a far fronte a numerose difficoltà: lo stadio non era adatto a ospitare partite di massima serie e nella lega c'erano altre squadre di Shizuoka (Júbilo Iwata e Shimizu S-Pulse) che avrebbero potuto sottrarre spettatori al club. Di conseguenza, si scelse di trasferire la sede a Fukuoka, città in cui il pubblico era ansioso di sostenere una squadra di J. League. Il club cambiò, quindi, nome in Fukuoka Blux e divenne membro associato della federazione.
A Fujieda rimase, invece, attivo a livello amatoriale il Chūō Bōhan F.C. fino al 2006.

### Fukuoka
La prima stagione disputata a Fukuoka fu trionfale poiché il club vinse il campionato di Japan Football League, ottenendo la promozione in J. League, grazie anche al contributo offerto in campo dall'argentino Hugo Maradona. Nel 1996, la società decise di cambiare cambiare ancora denominazione in Avispa Fukuoka per evitare potenziali problemi di copyright con la Brooks Brothers, azienda di abbigliamento maschile. Il club acquistò giocatori di esperienza, tra cui l'ex nazionale nipponico Satoshi Tsunami e il difensore Hideaki Mori, ma nonostante ciò nella stagione del debutto in massima divisione chiuse al 15° posto. Il risultato sportivo fu peggiorato nelle annate successive con la squadra che arrivò ultima in classifica per due stagioni consecutive. Alla fine della stagione 1998, l'Avispa disputò i play-out, ma riuscì a salvarsi. Nel frattempo, l'attaccante Yoshiteru Yamashita e il centrocampista Chikara Fujimoto conquistarono la convocazione in nazionale.
Nel 1999, la squadra fu rinforzata con l'arrivo di giocatori di esperienza, come i nazionali Nobuyuki Kojima e Yasutoshi Miura e lo jugoslavo Nenad Maslovar, riuscendo a evitare la retrocessione per un nonnulla. Nel 2000, si aggregarono al team anche l'argentino David Bisconti e il rumeno Pavel Badea: il club ottenne il miglior piazzamento nella sua storia con un sesto posto nel secondo stage. Nell'annata seguente, nonostante l'acquisto dell'ex nazionale coreano Noh Jung-Yoon e di Yoshika Matsubara, l'Avispa tuttavia retrocesse in seconda divisione.
Nel 2002, la dirigenza decise di confermare in rosa i giocatori di maggior esperienza e di acquistare calciatori più giovani, come Daisuke Nakaharai e Yoshiteru Yamashita, ma la mossa non diede i frutti sperati: il club si fermò all'ottavo posto in campionato su dieci squadre partecipanti al torneo. Nella stagione seguente, sotto la guida tecnica di Hiroshi Matsuda, si decise di puntare su giovani talenti appena diplomati, rinunciando a una campagna acquisti roboante. Con questa strategia, il club sfiorò la promozione nel 2003 e nel 2004, anno in cui chiuse il campionato al 3º posto e si qualificò agli spareggi, in cui fu sconfitto dal Kashiwa Reysol nelle gare d'andata e di ritorno (2-0 e 2-0). Nel 2005, giunto secondo in classifica, riconquistò la massima divisione giapponese. Hokuto Nakamura e Tomokazu Nagira, due dei migliori calciatori in rosa, furono convocati nella nazionale under 20 per disputare i Mondiali di categoria nei Paesi Bassi. Nel primo anno in prima divisione, il club fu coinvolto nella lotta per non retrocedere sin dall'inizio della stagione, chiudendo al 16° posto e retrocedendo in cadetteria dopo gli spareggi contro il Vissel Kobe (0-0 in trasferta, 1-1 tra le mura amiche).
La retrocessione portò a Fukuoka un nuovo allenatore, Pierre Littbarski, membro della nazionale tedesca da giocatore ed ex-allenatore del Sydney FC. Dopo una stagione d'esordio soddisfacente in cui la squadra arrivò settima, fu licenziato nel 2008 e rimpiazzato da Yoshiyuki Shinoda, ex giocatore dell'Avispa. Le due successive furono annate di transizione, in cui molti giovani si aggregarono alla squadra che si posizionò rispettivamente all'ottavo e undicesimo posto in classifica. Nel 2010, dopo un inizio stentato in cui totalizzò un solo punto nelle prime quindici giornate, l'Avispa fu protagonista di un'ottima stagione che culminò con la promozione in Division 1 con due giornate di anticipo.
La permanenza in massima divisione, tuttavia, durò appena un anno: un deludente 17° posto accompagnò il club di Fukuoka nuovamente in cadetteria. La medesima situazione si verificò nelle annate 2015 e 2016, alla promozione seguì un'immediata retrocessione in seconda serie nazionale. Nel 2020, dodici calciatori lasciarono il club e vi fu un avvicendamento sulla panchina tra l'uscente Kiyokazu Kudō e Shigetoshi Hasebe, che avrebbe guidato l'Avispa per le successive quattro stagioni. Al termine del campionato chiuso a pari punti con il Tokushima Vortis, la squadra festeggiò il ritorno in J1 League, trascinata dal centravanti Daiya Tono. Nel 2023, dopo una buona stagione conclusa al settimo posto, conquistò la Coppa J. League, primo titolo della sua storia, superando in finale l'Urawa Reds per 2-1. 

## Allenatori
- 1982-1994:  Yoshio Kikugawa
- 1993-1995:  Jorge Olguín
- 1996-1997:  Hidehiko Shimizu
- 1997:  Carlos Pachamé
- 1998-1999:  Takaji Mori
- 1999:  Yoshio Kikugawa
- 2000-2001:  Nestor Omar Piccoli
- 2002:  Masataka Imai
- 2002-2003:  Shigekazu Nakamura
- 2003-2006:  Hiroshi Matsuda
- 2006-2007:  Ryōichi Kawakatsu
- 2007-2008:  Pierre Littbarski
- 2008-2011:  Yoshiyuki Shinoda
- 2011:  Tetsuya Asano
- 2012:  Kōji Maeda
- 2012-2013:  Futoshi Ikeda
- 2013-2014:  Marijan Pušnik
- 2015-2019:  Masami Ihara
- 2019:  Fabio Pecchia
- 2019-2020:  Kiyokazu Kudō
- 2020-2024:  Shigetoshi Hasebe
- 2025-Oggi:  Kim Myung-hwi

## Palmarès

### Competizioni nazionali

#### Chūō Bōhan
- Shakaijin Cup: 2

1989, 1990
- Japan Football League Division 2: 1

1992

#### Fukuoka Blux
- Japan Football League: 1

1995

#### Avispa Fukuoka
- Coppa J. League: 1

2023

### Altri piazzamenti

#### Avispa Fukuoka
- J. League Division 2/J2 League

Secondo posto: 2005, 2020
- Coppa dell'Imperatore:

Semifinalista: 2023

## Organico

### Rosa 2025
Rosa e numerazione aggiornate al 6 luglio 2025.
| N. |                          | Ruolo | Calciatore              |
| -- | ------------------------ | ----- | ----------------------- |
| 1  | Giappone (bandiera)      | P     | Takumi Nagaishi         |
| 2  | Giappone (bandiera)      | D     | Masato Yuzawa           |
| 3  | Giappone (bandiera)      | D     | Tatsuki Nara (capitano) |
| 4  | Giappone (bandiera)      | D     | Seiya Inoue             |
| 5  | Giappone (bandiera)      | D     | Takumi Kamijima         |
| 6  | Giappone (bandiera)      | C     | Masato Shigemi          |
| 7  | Giappone (bandiera)      | C     | Takeshi Kanamori        |
| 8  | Giappone (bandiera)      | C     | Kazuya Konno            |
| 9  | Iran (bandiera)          | A     | Shahab Zahedi           |
| 10 | Giappone (bandiera)      | A     | Hisashi Jōgo            |
| 11 | Giappone (bandiera)      | C     | Tomoya Miki             |
| 13 | Svizzera (bandiera)      | A     | Nassim Ben Khalifa      |
| 14 | Giappone (bandiera)      | C     | Shintarō Nago           |
| 15 | Giappone (bandiera)      | C     | Hiroki Akino            |
| 16 | Giappone (bandiera)      | D     | Itsuki Oda              |
| 17 | Brasile (bandiera)       | A     | Wellington              |
| 18 | Giappone (bandiera)      | A     | Yūto Iwasaki            |
| 19 | Corea del Sud (bandiera) | D     | Kim Moon-hyeon          |

| N. |                     | Ruolo | Calciatore             |
| -- | ------------------- | ----- | ---------------------- |
| 20 | Giappone (bandiera) | D     | Tomoya Andō            |
| 22 | Giappone (bandiera) | A     | Kazuki Fujimoto        |
| 24 | Giappone (bandiera) | P     | Yūma Obata             |
| 25 | Giappone (bandiera) | C     | Yūji Kitajima          |
| 27 | Giappone (bandiera) | A     | Shōsei Usui            |
| 29 | Giappone (bandiera) | D     | Yōta Maejima           |
| 31 | Giappone (bandiera) | P     | Masaaki Murakami       |
| 32 | Giappone (bandiera) | A     | Abdul Hanan Sani Brown |
| 37 | Giappone (bandiera) | D     | Masaya Tashiro         |
| 40 | Giappone (bandiera) | D     | Jurato Ikeda           |
| 47 | Giappone (bandiera) | D     | Yū Hashimoto           |
| 49 | Giappone (bandiera) | A     | Ichika Maeda           |
| 50 | Giappone (bandiera) | A     | Sōnosuke Satō          |
| 51 | Giappone (bandiera) | P     | Kazuaki Suganuma       |
| 52 | Giappone (bandiera) | C     | Shōhei Takemoto        |
| 53 | Giappone (bandiera) | A     | Hikaru Maeda           |
| 77 | Giappone (bandiera) | D     | Takaaki Shichi         |
| 88 | Giappone (bandiera) | C     | Daiki Matsuoka         |

### Staff tecnico
Staff tecnico aggiornato al 20 aprile 2025.
Area tecnica
- Kim Myung-hwi - Allenatore
- Shin'ya Tsukahara - Viceallenatore
- Yūto Kuwahara - Collaboratore tecnico
- Takeshi Hanita - Collaboratore tecnico
- Yūhei Anbe - Collaboratore tecnico
- Hideki Tsukamoto - Preparatore portieri
- Tadashi Noda - Preparatore fisico